# 喧嘩猿
『喧嘩猿』（けんかさる）は、木内一裕の2013年に書いた時代小説。『ビー・バップ・ハイスクール』で知られる漫画家・きうちかずひろが本名で発表した。同名の漫画が、たなか亜希夫の作画で『イブニング』に掲載された。

## あらすじ
「石ッ塊の石に、松の木の松だ。長壽はできねえ名前かもしれねえがな」。散り際に名前を譲ってくれた男は笑って言った。
遠州森町の福田屋に拾われた孤児の捨吉は評判の暴れ者。窮屈な田舎を飛び出し旅にでようとしたとき、秋葉街道の森の中で八名の石松と出会う。三州吉良の武一親分のもとより盗まれた名刀「池田鬼神丸」を取り戻すため旅に出た石松だったが、敵に刺されて死にかけていた。弔いも墓もいらねぇという石松に対して、捨吉は自分が上州常五郎から刀を取り戻してやると約束する。博奕打ちの常五郎は秋葉三尺坊の鉄火場にかならず足を向けるはず。譲られた長脇差を引っ提げて秋葉山に乗り込むが、黒駒勝蔵に池田鬼神丸は奪い去られる。自身も片目を潰された捨吉だったが、疵を癒すことなく勝蔵をどこまでも追う。
「東海道の暴れん坊」と呼ばれた男の16歳の姿を描く。

## 登場人物
- 捨吉（すてきち） - ましらの捨吉の異名をとる暴れ者。八名の石松の名前を譲り受けて森の石松を名乗る。
- 黒駒勝蔵（くろこま かつぞう） - 甲州の名主の息子だが無宿人へと成り下がる。
- 竹居安五郎（たけい やすごろう） - 日本任侠史に名前を残すアウトロー。欠点も多い。

## 書誌情報
- 『喧嘩猿』講談社刊（四六判単行本）、2013年7月発行、ISBN 978-4-06-218435-9
- 『喧嘩猿』講談社文庫刊、2015年7月発行、ISBN 978-4-06-293129-8